# Helyett
El equipo ciclista Helyett-Hutchinson, fue un equipo ciclista francés de ciclismo profesional sobre carretera, activo entre 1932 y 1961, patrocinada por Helyett, una empresa francesa de construcción de bicicletas.

## Historia
El 29 de junio de 1956, Jacques Anquetil, corredor Helyett, consiguió el récord de la hora en el Velódromo Vigorelli de Milán.

## Corredor mejor clasificado en las Grandes Vueltas
| Año  | Giro de Italia       | Tour de Francia | Vuelta a España |
| ---- | -------------------- | --------------- | --------------- |
| 1932 | -                    | -               | X               |
| 1933 | -                    | -               | X               |
| 1934 | -                    | -               | X               |
| 1935 | -                    | -               | -               |
| 1936 | -                    | -               | -               |
| 1937 | -                    | -               | X               |
| 1938 | -                    | -               | X               |
| 1939 | -                    | -               | X               |
| 1940 | -                    | X               | X               |
| 1941 | X                    | X               | -               |
| 1942 | X                    | X               | -               |
| 1943 | X                    | X               | X               |
| 1944 | X                    | X               | X               |
| 1945 | X                    | X               | -               |
| 1946 | -                    | X               | -               |
| 1947 | -                    | -               | -               |
| 1948 | -                    | -               | -               |
| 1949 | -                    | -               | X               |
| 1950 | -                    | -               | -               |
| 1951 | -                    | -               | X               |
| 1952 | -                    | -               | X               |
| 1953 | -                    | -               | X               |
| 1954 | -                    | -               | X               |
| 1955 | -                    | -               | -               |
| 1956 | -                    | -               | -               |
| 1957 | -                    | -               | -               |
| 1958 | -                    | -               | -               |
| 1959 | 2.º Jacques Anquetil | -               | -               |
| 1960 | 1.º Jacques Anquetil | -               | -               |
| 1961 | 2.º Jacques Anquetil | -               | -               |

## Principales resultados
- Lieja-Bastogne-Lieja: Alfons Deloor 1938), Richard Depoorter (1943)
- Giro de Lombardía: André Darrigade (1956)
- París-Niza: René Vietto (1935) Jacques Anquetil (1957 y 1961), Jean Graczyk (1959)
- Critérium del Dauphiné: Nello Lauredi (1950 y 1951)
- Critérium Internacional: Jacques Anquetil (1961)
- Tour du Sud-Est: Jean Graczyk  (1957)
- Tour de Romandía: Louis Rostollan (1961)
- Cuatro Días de Dunkerque: Jacques Anquetil (1958 y 1959)
- Vuelta a Bélgica: François Neuville (1938), Joseph Somers (1939)
- Tour de Champagne: Louis Rostollan (1961)
- Tour de Picardie: Joseph Thomin (1958)
- Giro de Cerdeña: Jo De Roo (1960)

### Carreras por etapas
- Gran Premio del Tour de Francia 1943 :  Joseph Goutorbe

### Balance sobre las grandes vueltas
- Tour de Francia
  - Clasificación general 1961 : Jacques Anquetil
  - Victorias de etapas 
    - 2 en 1935 : René Vietto
    - 2 en 1936 : Jean-Marie Goasmat, Léon Level
    - 2 en 1937 : Leo Amberg
    - 1 en 1939 : Pierre Gallien
    - 4 en 1957 : Jacques Anquetil
    - 2 en 1961 : Jacques Anquetil

- Giro de Italia
  - Clasificación general 1960 : Jacques Anquetil
  - Victorias de etapas 
    - 2 en 1959 : Jacques Anquetil
    - 2 en 1960 : Jacques Anquetil

- Vuelta a España
  - Victorias de etapas 
    - 2 en 1958 : Jean Graczyk

## Efectivos
1932
- Joseph Mauclair

1933
- Camille Foucaux
- Louis Minardi

1934
- Adrien Buttafocchi
- Jean Bidot
- Marcel Bidot
- Lucien Lauk
- Raoul Lesueur

1935
- Jean Bidot
- Marcel Bidot
- Léon Level
- Lucien Lauk
- Raoul Lesueur
- Joseph Mauclair
- Louis Minardi
- René Vietto
- Jean Wauters
- Robert Dorgebray

1936
- Jean Bidot
- Marcel Bidot
- Pierre Gallien
- Raoul Lesueur
- Léon Level
- Joseph Mauclair
- René Vietto
- Jean Wauters

1937 
- Pierre Gallien
- Jean-Marie Goasmat
- Auguste Mallet
- Joseph Mauclair
- Raoul Lesueur
- Léon Level
- Robert Oubron
- René Vietto
- Jean Wauters

1938
- Adolf Braeckeveldt
- Pierre Gallien
- Jean-Marie Goasmat
- Léon Le Calvez
- Léon Level
- Raoul Lesueur
- Auguste Mallet
- Joseph Mauclair
- Robert Oubron
- René Vietto

1939
- Adolf Braeckeveldt
- Albertin Disseaux
- Pierre Gallien
- Jean-Marie Goasmat
- Léon Le Calvez
- Armand Le Moal
- Raoul Lesueur
- Léon Level
- Auguste Mallet
- Robert Oubron
- René Vietto

1940 
- Jean-Marie Goasmat
- Léon Level
- Raoul Lesueur
- Auguste Mallet
- Robert Oubron
- René Vietto

1941
- Jean-Marie Goasmat
- Léon Level
- Auguste Mallet
- Robert Oubron
- René Vietto

1942
- Albertin Disseaux
- Dante Gianello
- Joseph Goutorbe
- Raoul Lesueur
- Auguste Mallet
- René Vietto

1943
- Georges Claes
- Albertin Disseaux
- Joseph Goutorbe
- Georges Lachat
- Raoul Lesueur
- Edward Van Dyck
- René Vietto

1944
- René Vietto

1956
- Jacques Anquetil

1961
- - Jacques Anquetil